# Гринмен, Джесси Мор
Джесси Мор Гринмен (англ. Jesse More Greenman, 27 декабря 1867 — 20 января 1951) — американский ботаник.  

## Биография
Джесси Мор Гринмен родился 27 декабря 1867 года.
Учился в Пенсильванском университете и в Гарвардском университете. В 1901 году получил докторскую степень в Берлинском университете имени Гумбольдта. Впоследствии работал помощником куратора отдела ботаники Музея естественной истории в Чикаго и старшим преподавателем ботаники в Чикагском университете. В 1913 году Гринмен прибыл в Ботанический сад Миссури как первый куратор гербария. Джесси Мор Гринмен создал коллекцию, которая выросла с 600000 экземпляров до приблизительно 1500000. Также он руководил большим количеством аспирантов. Гринмен занимался изучением тропической флоры, с акцентом на флору Мексики. Он внёс значительный вклад в ботанику, описав множество видов растений.
Гринмен умер 20 января 1951 года.

## Научная деятельность
Гринмен специализировался на папоротниковидных и на семенных растениях.

## Некоторые публикации
- 1912. I. New species of Cuban Senecioneae. II. Diagnoses of new species and notes on other spermatophytes, chiefly from Mexico and Central America. Fieldiana. Botany series v. 2, Nº 8.
- 1907. New Or Noteworthy Spermatophytes From Mexico, Central America, And The West Indies. Kessinger Publishing, LLC, ISBN 0-548-89531-7.
- 1906. Studies in the Genus Citharexylum. 190 pp. Field Columbian Museum Publication 117, Bot.series, Vol. 2 Nº 4.